# Bombardement russe de la Tchétchénie en 1999
Le bombardement russe de la Tchétchénie en 1999 était une opération militaire de l'armée de l'air russe contre la République tchétchène d'Itchkérie ce qui marque le début de la Seconde Guerre tchétchène. Fin août et septembre 1999, la Russie a lancé une campagne aérienne massive au-dessus de la Tchétchénie, dans le but déclaré d'éliminer les militants qui avaient envahi le Daghestan le mois précédent.
Le commandant de l'armée de l'air russe Anatoly Kornukov a suggéré qu'il y avait des similitudes entre les attaques contre la Tchétchénie et les bombardements de l'OTAN sur la Yougoslavie.

## Campagne
Le 26 août 1999, la Russie a reconnu les bombardements en Tchétchénie. L'aviation russe a attaqué plusieurs cibles à Serzhen-Yourt, Benoy et le long des gorges de Vedeno.
Pour aider à rallier un soutien politique à l'opération, le FSB a diffusé une bande vidéo de militants tchétchènes commettant des atrocités contre des soldats russes. « Nous devrions les frapper, les frapper et encore les frapper jusqu'à ce que M. Maskhadov dise qu'il ne reste plus personne à part les civils. Alors nous devrions entrer et voir cela par nous-mêmes. » a déclaré un membre de la commission de la défense de la Douma.
Le 23 septembre 1999, la première d'une série d'attaques de missiles contre la capitale tchétchène Grozny a été lancée. La première cible était l'aéroport Cheikh Mansur (Severny) de Grozny, situé à 2 kilomètres du centre-ville. Au nord-est, les dépôts de carburant et la raffinerie de pétrole de Grozny brûlent et enveloppent la capitale d'un nuage de fumée. Au cours des deux jours suivants, les attaques aériennes russes contre la ville ont fait au moins 31 morts et plus de 60 blessés.
Le 27 septembre 1999, au moins 42 personnes ont été tuées et plus de 200 blessées lors des bombardements sur Grozny.

## Effets
Jusqu’au 25 septembre 1999, les avions militaires russes avaient effectué au moins 1 700 sorties depuis le début des bombardements. Le commandement russe a affirmé qu'au total, 150 bases militaires avaient été détruites, ainsi que 30 ponts, 80 véhicules et six émetteurs radio, tandis que 250 kilomètres de routes de montagne avaient été minées. Début octobre, le président tchétchène Aslan Maskhadov a déclaré que 60 à 70 pour cent des ponts en Tchétchénie avaient été détruits.
Les frappes aériennes ont rapidement paralysé le système téléphonique fixe et mobile de la Tchétchénie et ont touché la chaîne de télévision tchétchène. L'approvisionnement en électricité a également été coupé. Les coupures de courant ont paralysé la capacité de l'administration tchétchène à rivaliser dans la guerre de l'information.
Ces attaques auraient tué des centaines de civils et contraint au moins 100 000 Tchétchènes à fuir leurs foyers. La région voisine de l'Ingouchie aurait fait appel à l'aide des Nations Unies pour faire face à des dizaines de milliers de réfugiés. Le 2 octobre 1999, le ministère russe des Situations d'urgence a admis que 78 000 personnes avaient fui les frappes aériennes en Tchétchénie ; la plupart d'entre eux se dirigeaient vers l'Ingouchie, où ils arrivent au rythme de 5 000 à 6 000 par jour.